# موناليزا تشيندا
موناليزا تشيندا (بالإنجليزية: Monalisa Chinda)‏ (مواليد 13 سبتمبر 1974) هي مُمثلة ومُنتجة أفلام نيجيرية.

## روابط خارجية
موناليزا تشيندا على موقع IMDb (الإنجليزية)